# Reigning Phoenix Music
Reigning Phoenix Music ist ein Independent-Label mit Sitz in Hamberg, das hauptsächlich Bands aus den Genres Hardrock und Metal produziert.

## Geschichte
Das Label wurde am 18. Juli 2023 von Gerardo Martinez, dem ehemaligen General Manager von Nuclear Blast America, und Sven Bogner, einem deutschen Unternehmer, gegründet. Schnell wurde ein Vertrag über die Produktion eines Albums mit Deicide geschlossen. Im Oktober 2023 stieß Jochen Richert, zuvor Geschäftsführer von AFM Records, zum Team von Reigning Phoenix Music hinzu. 2024 wurden die Plattenlabels Atomic Fire und dessen Sublabel Fire Flash Records samt der jeweiligen Künstlerportfolios integriert.
Das erfolgreichste Album der Labelgeschichte ist The Last Will and Testament von der Band Opeth, welches im November 2024 jeweils Platz drei der deutschen und Schweizer Albumcharts erreichte.

## Künstler
Folgende Künstler haben bei Reigning Phoenix Music veröffentlicht:
- The 69 Eyes
- 8 Kalacas
- All for Metal
- Agnostic Front
- Amorphis
- Angra
- Arka'n Asrafokor
- Athena XIX
- Bloodywood
- Brainstorm
- Cemetary
- Coreleoni
- Crimson Veil
- Curse of Cain
- Cyhra
- Deicide
- Eleine
- Enemy Inside
- The Eternal
- Ghostseeker
- God Dethroned
- Helloween
- Holy Moses
- Incite
- Induction
- Jag Panzer
- Kerry King
- Lancer
- Lutharo
- Lordi
- Master's Call
- Meshuggah
- Mezzrow
- Mystic Circle
- Oblivion Protocol
- Octoploid
- Opeth
- Orden Ogan
- Power Paladin
- Primal Fear
- Rage Behind
- Rise of the Northstar
- Riot V
- Ruthless
- Sebastian Bach
- Seventh Storm
- Siena Root
- Silver Lake by Esa Holopainen
- Sinner
- Skull Fist
- Sonata Arctica
- Tailgunner
- The Modern Age Slavery
- Theocracy
- Tungsten
- U.D.O.
- Udo Dirkschneider
- Voidgazer
- White Stones
- Wolfheart